# آبی عمیق

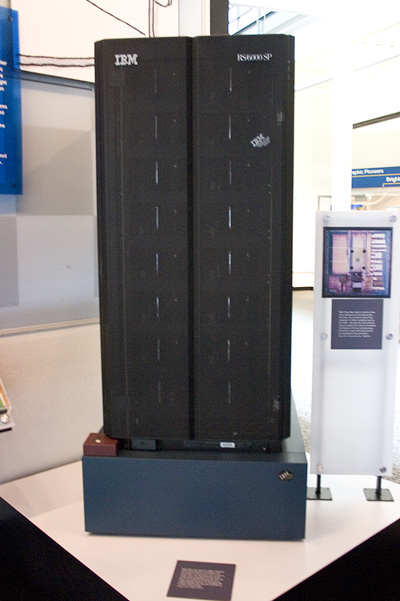
دیپ بلو

دیپ بلو (به انگلیسی: Deep Blue) (به معنی آبی عمیق) یک ابررایانه شطرنج‌باز است که توسط شرکت آی‌بی‌ام (IBM) ساخته شده و در ماه مه ۱۹۹۷ با شکست گری کاسپاروف با نتیجه ۳٬۵ به ۲٬۵ در ۶ مسابقه، نخستین رایانه‌ای شد که توانسته‌است قهرمان شطرنج جهان را شکست دهد. دیپ‌بلو سال پیش از آن در مسابقه پیشین خود با کاسپاروف با نتیجه ۴–۲ مسابقه را واگذار کرده بود. نسخه سال ۱۹۹۷ دیپ بلو توانایی محاسبه ۲۰۰ میلیون وضعیت را در هر ثانیه داشت.
دیپ بلو اولین بازی خود را در برابر قهرمان جهانی گری کاسپاروف در بازی اول از شش بازی در ۱۰ فوریه ۱۹۹۶ بُرد. با این حال، کاسپاروف از پنج بازی بعدی ۳ پیروزی و دو تساوی کسب کرد و آبی عمیق را با نتیجه ۴–۲ شکست داد. آبی عمیق قبل از بازی دوباره با کاسپاروف در ماه مه ۱۹۹۷ به شدت ارتقا یافت. آبی عمیق در بازی شش برنده شد، در نتیجه بازی برگشت شش بازی را ۳٫۵ – ۲٫۵ پیروز شد و اولین سیستم رایانه ای شد که یک قهرمان جهان را شکست داد در یک مسابقه با زمان استاندارد مسابقات شطرنج کنترل‌ها با این حال، کاسپاروف IBM را به تقلب متهم کرد.
پس از این که آبی عمیق گری کاسپاروف را شکست داد، شرکت آی بی ام درخواست های کاسپاروف برای مسابقه مجدد را نپذیرفت و پس از آن آبی عمیق را از بین برد بنابراین فرصتی برای مسابقات دیگر فراهم‌ نشد.

## تاریخچه
توسعه دیپ بلو در سال ۱۹۸۵ با پروژه ChipTest در دانشگاه کارنگی ملون آغاز شد. استاد بزرگ جوئل بنیامین بخشی از تیم توسعه بود. هنگامی که به پروژه برای مدت کوتاهی نام تفکر عمیق داده شد، IBM تیم توسعه را استخدام کرد. در سال ۱۹۸۹ به آبی عمیق تغییر نام داد.
این پروژه با نام ChipTest در دانشگاه کارنگی ملون توسط Feng-hsiung Hsu آغاز شد و توسط جانشینش یعنی تفکر عمیق دنبال شد. تیم تحقیقاتی IBM پس از فارغ‌التحصیلی از دانشگاه، از Hsu , Thomas Anantharaman و Murray Campbell خواست تا پروژه خود را برای ساخت دستگاه شطرنجی که می‌تواند یک قهرمان جهان را شکست دهد، ادامه دهند. Hsu و Campbell در پاییز ۱۹۸۹ به IBM پیوستند، و بعداً Anantharaman هم به دنبال آنان رفت. سپس آنانتارامان IBM را به مقصد وال استریت ترک کرد و آرتور جوزف هوان برای انجام کارهای برنامه‌نویسی به تیم پیوست. جری برودی، کارمند قدیمی تیم تحقیقاتی IBM، در سال ۱۹۹۰ در این تیم استخدام شد. تیم ابتدا توسط Randy Moulic و پس از آن توسط Chung-Jen (C J) Tan اداره می‌شد.